# Melanoleuca subalpina
Melanoleuca subalpina är en svampart som tillhör divisionen basidiesvampar, och som först beskrevs av Petter Adolf Karsten, och fick sitt nu gällande namn av Andreas Bresinsky och Johann Stangl. Melanoleuca subalpina ingår i släktet Melanoleuca, och familjen Chromocyphellaceae. Arten är reproducerande i Sverige.